# 英州
英州（えいしゅう）は、中国にかつて存在した州。南漢から南宋にかけて、現在の広東省清遠市英徳市一帯に設置された。

## 概要
920年（乾亨4年）、南漢により興王府湞陽県に英州が置かれた。
1195年（慶元元年）、南宋により英州は英徳府に昇格した。英徳府は広南東路に属し、真陽・浛洸の2県を管轄した。
1278年（至元15年）、元により英徳府は英徳路と改められた。1286年（至元23年）、英徳路は英徳州に降格した。1300年（大徳4年）、英徳州は英徳路に昇格した。1308年（至大元年）、英徳路は英徳州に降格した。英徳州は江西等処行中書省に属し、翁源県1県を管轄した。
1369年（洪武2年）、明により英徳州は廃止され、英徳県と改められた。